# Elsie Mary Griffin
Elsie Mary Griffin (* 1. November 1884 in Lawrence, Region Otago, Neuseeland; † 3. Mai 1968 in Auckland, Neuseeland) war eine neuseeländische Lehrerin in Botanik, Frauenrechtlerin und nationale Generalsekretärin der Young Women’s Christian Association (YWCA) in Australien und Neuseeland.

## Frühes Leben
Elsie Mary Griffin wurde am 1. November 1884 als Tochter des wesleyanischen Pastors Cornelius Griffin und seiner Ehefrau Mary Brown in Lawrence in der Region Otago geboren. Über Griffins Kindheit ist nichts bekannt, außer, dass ihre Familie aufgrund ihres Vaters Tätigkeit als Pastor in Neuseeland umherzog und erst, als sie das sechzehnte Lebensjahr erreicht hatte, in der Provinz Auckland ankam und schließlich in Auckland sesshaft wurde. Elsie Griffin konnte dann in Auckland das methodistische Prince Albert College besuchen, das sich auf der Queen Street befand. 1902 bestand sie die Junior Civil Service Examination. Nach ihrem Schulabschluss studierte sie Botanik am Auckland University College und schloss ihr Studium im April 1906 mit einem Master of Arts mit erstklassiger Auszeichnung ab.

## Lehrerin für Botanik
Noch in demselben Jahr nahm sie eine Stelle als Lehrerin für Botanik an der Auckland Girls’ Grammar School. Als die Schule in ein neues Gebäude umzog, konnte sie ein Labor für ihren Bereich einzurichten. Das Labor galt als das modernste in Neuseeland. Als Botaniklehrerin und führende Vertreterin des Field Club nahm sie ihre Schüler mit auf lange Wanderungen, die in die Waitākere Ranges führten und das Sammeln von Pflanzen zum Ziel hatten. Dabei legte Elsie Griffin bei ihren Schülerinnen stets Wert darauf, dass sie den damaligen Konventionen gemäß gekleidet waren.
Neben ihrer Lehrtätigkeit engagierte sich Griffin auch in der Young Women’s Christian Association (YWCA) in Auckland und half im Jahr 1908 bei der Gründung einer Studiengruppe, die sich hauptsächlich aus Hochschulabsolventen zusammensetzte. 1910 leitete sie einen Bibelstudienkreis und war Mitglied eines Evangelistic Committee.
1911 rief der World YWCA dazu auf, für die Verwaltung der örtlichen Zweigstellen des Vereins Frauen mit Universitätsabschluss zu suchen. Elsie Griffin meldete sich und übernahm in den Jahren von 1912 bis 1915 die Position der Sekretärin des YWCA in Dunedin. Ihre Erfahrungen aus dieser Tätigkeit führten dazu, dass sie für zwei Jahre in die Vereinigten Staaten ging, um dort die Methoden der Sozialarbeit zu studieren. Im August 1917 kehrte sie zurück nach Neuseeland und übernahm die Position der Sekretärin des YWCA in Auckland. Sie modernisierte die Organisation so, dass sie in eine säkularer gewordene Welt passte, ohne dabei die christlichen Wurzeln zu verlieren. 1918 zog der YWCA in ein neues, ansprechendes Gebäude in der Queen Street um und konnte ein Jahr später auf einen erfolgreichen Zuwachs auf 2500 Mitglieder verweisen.
Elsie Griffin war Gründungsmitglied des Auckland Women’s Club, der später in Auckland Lyceum Club umbenannt wurde. Auch war sie Gründungsmitglied der New Zealand Federation of University Women und der Pan-Pacific Women’s Association. 1917 initiierten sie zusammen mit Stadträtin von Auckland, Ellen Melville und der Sozialarbeiterin Sarah Jackson ein Treffen, das zur Wiederbelebung des National Council of Women of New Zealand (NCWNZ) in Auckland führte. Trotz ihrer führenden Rolle bei der Gründung und Reaktivierung vorgenannter Organisationen strebte sie selten ein prominentes Amt an. Sie nahm aber an den nationalen Konferenzen des NCWNZ teil, war in den Jahren von 1919 bis 1923 Mitglied des nationalen Exekutivausschusses des NCWNZ und vertrat Neuseeland auf den Konferenzen des Internationalen Frauenrats und der International Federation of University Women in Übersee.
Um neue Methoden der Bildung und des sozialen Dienstes studieren zu können, reiste Griffin im April 1924 ins Ausland und wurde noch im selben Jahr zur nationalen Generalsekretärin des YWCA von Australien und Neuseeland ernannt, ein Amt, das sie über zehn Jahre innehatte. In dieser Funktion konnte sie auch die Auftrennung des YWCA in zwei nationale Organisationen, eine für Australien und ein für Neuseeland, begleiten.
Elsie Mary Griffin verstarb am 3. Mai 1968 in Auckland und hinterließ dem YWCA in Auckland und der University of Auckland großzügige Vermächtnisse.